# WTD61
De Wehrtechnische Dienststelle für Luftfahrzeuge - Musterprüfwesen für Luftfahrtgerät der Bundeswehr (WTD 61) werd op 1 oktober 1957 opgericht en is gestationeerd op de Zuid-Duitse vliegbasis Manching, in de buurt van Ingolstadt.
Het squadron heeft als voornaamste taak het testen en toelaten van luchtvaartuigen ten behoeve van de Duitse defensie. Tevens is de eenheid verantwoordelijk voor de certificatie en inspectie van modificaties die uitgevoerd zijn op reeds in dienst zijnde typen. De eenheid bestaat uit 700 man en ongeveer 20 vliegtuigen en helikopters.
WTD61 valt onder het Bundesamt für Wehrtechnik und Beschaffung (BWB).
Eind jaren 1970, begin jaren 1980 was de eenheid verantwoordelijk voor het uitvoeren van de testvluchten met de F-104 CCV.